# Bimota
A Bimota é uma pequena fabricante italiana de motocicletas personalizadas. Foi fundada em 1973 em Rimini (onde continua atualmente, localizada em um pequeno galpão, mantendo o estilo italiano), por Valerio Bianchi, Giuseppe Morri e Massimo Tamburini. O nome da empresa deriva das duas primeiras letras de cada um dos sobrenomes dos três fundadores: BIanchi MOrri TAmburini.

## História
Inicialmente, a Bimota concentrava a construção de seus modelos, principalmente, nos motores, tendo um carenagem muito simples. Durante a década de 1970, a Bimota desenvolveu e construiu motocicletas da marca para a Lamborghini. Na década seguinte, também personalizava motos da Ducati e Yamaha.
O co-fundador e chefe de designer Tamburini, foi um dos mais influentes desenvolvedores do século XX, tendo desenvolvido notórios modelos, como a Ducati 916, Ducati Paso e MV Agusta F4. O atual responsável do cargo, Sergio Robbiano, também trabalhou para as grandes marcas do motociclismo.

## Galeria

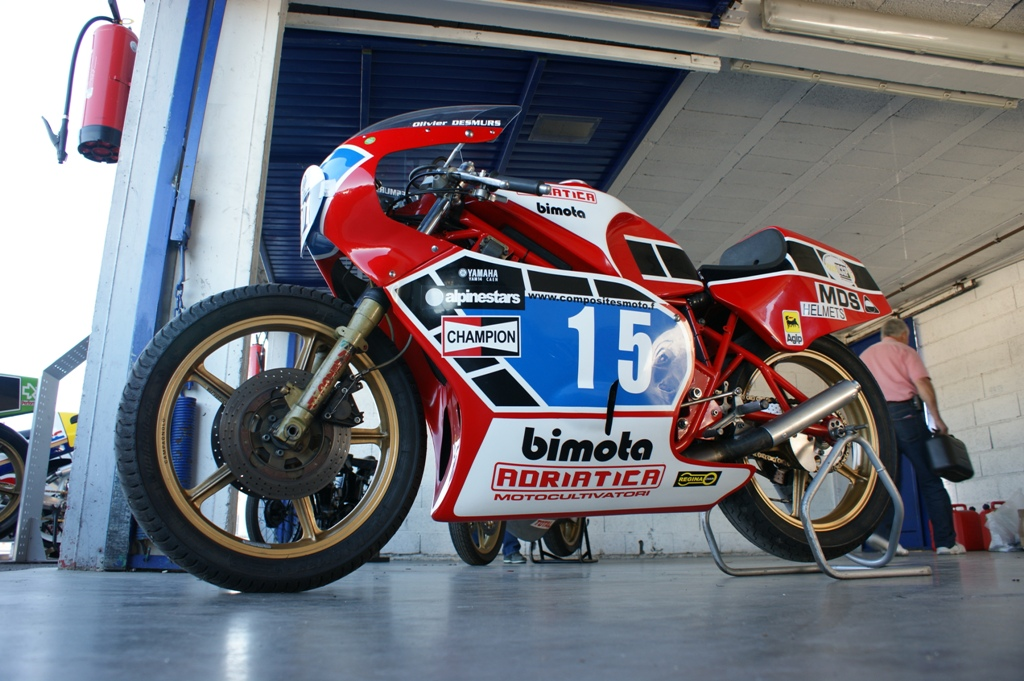
Bimota YB3
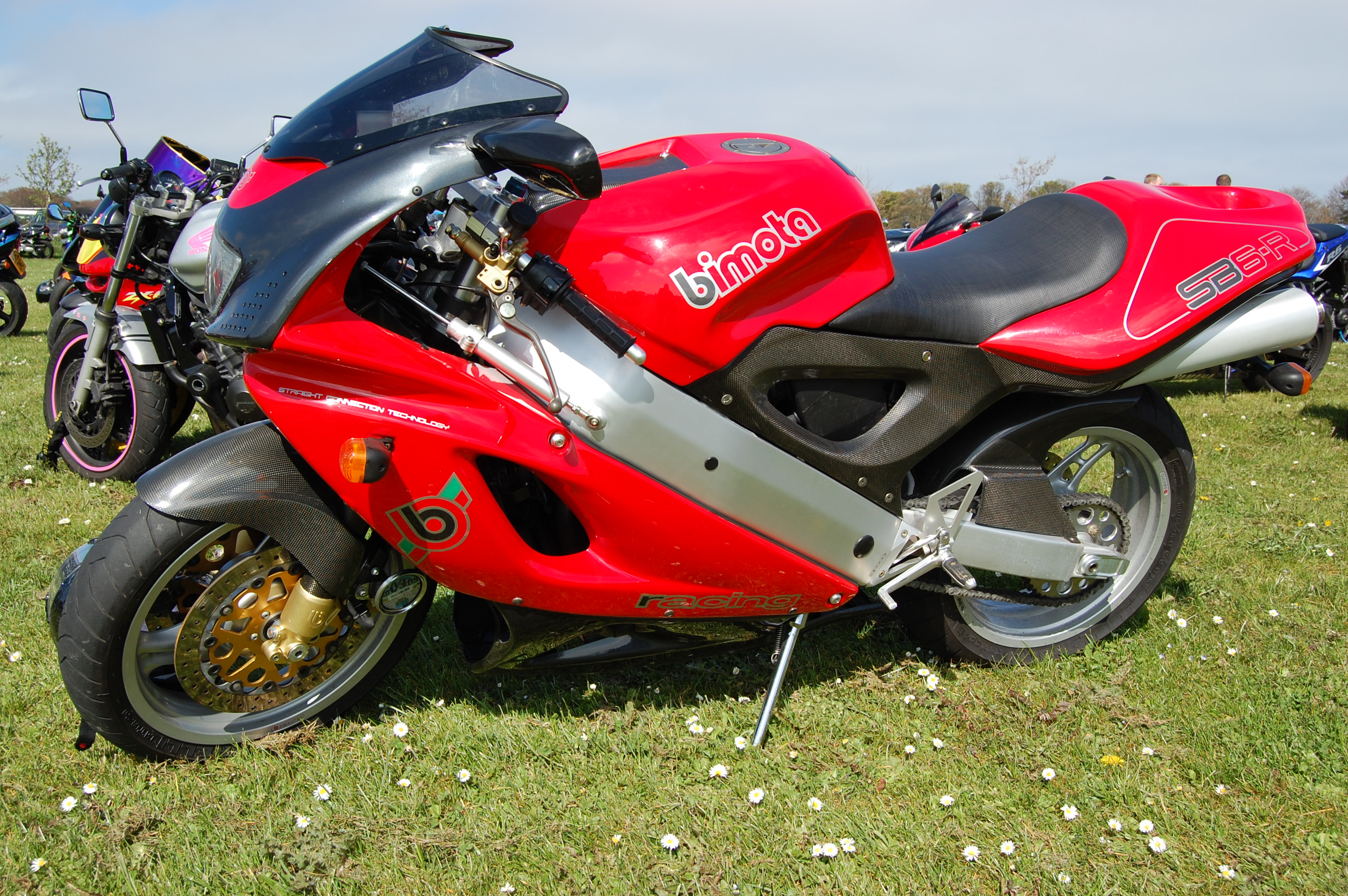
Bimota SB6R